# Al Bell
Al Bell (* 15. März 1940 in Brinkley (Arkansas), Vereinigte Staaten als Alvertis Isbell) ist ein US-amerikanischer Musikproduzent, Songwriter und Musikmanager. Er wurde vor allem bekannt als Geschäftsführer und Miteigentümer des Labels Stax Records Anfang der 1970er Jahre. In den 1980er Jahren war er Präsident der Motown Records Company.

## Biografie
Al Bell wurde am 15. März 1940 als Alvertis Isbell in Brinkley, Arkansas, geboren. Schon früh lernte er durch die Schallplatten seines Vaters die Musik von Louis Jordan kennen, der ebenfalls aus Brinkley stammte; später erzählte Bell, Jordan sei ein entfernter Verwandter gewesen. Die Familie zog nach North Little Rock, als Bell fünf Jahre alt war. Während seiner Zeit an der Highschool bediente er den Plattenspieler bei Schulfeiern; dabei entwickelte er ein Gespür für populäre Musik. Er wurde von einem lokalen Radiosender eingeladen, Gospel- und Jazzsendungen zu moderieren.
Nach seiner College-Zeit, während der er auch kurzzeitig für Martin Luther King tätig war, arbeitete Bell als Diskjockey in Memphis. Er gründete das Label Devore und nutzte die Stax-Studios für Aufnahmen. 1963 heiratete er Linda Mae Purifoy; das Paar bekam zwei Söhne. Bell arbeitete auch in der Region um Washington, D.C., wo er die Musik von Stax bekannt machte. In der Folge begann Bell 1965 als Marketingleiter bei Stax. Eine seiner zahlreichen Aktivitäten war die Gründung eines weiteren Labels namens Safice.
Bell trug entscheidend zum Umsatzwachstum von Stax bei. In den nächsten drei Jahren stieg er bis zum Rang des Executive Vice President auf und wurde die wichtigste Person in der Firma nach dem Mitgründer Jim Stewart. Neben seiner Verwaltungs- und Werbearbeit war Bell oft direkt an der Produktion der Musik des Labels beteiligt und arbeitete als Songwriter und Produzent für mehrere Künstler. 1968, nach dem Flugzeugabsturz, bei dem Otis Redding, der größte Star des Labels, Ende 1967 ums Leben gekommen war, löste Stax seinen Vertriebsvertrag mit Atlantic Records auf; Atlantic behielt aber aufgrund vertraglicher Regelungen den bisherigen Stax-Backkatalog. Bell startete eine Initiative, die darauf abzielte, genügend Alben und Singles herauszubringen, um einen neuen Katalog für Stax aufzubauen. Zu den neu verpflichteten Stax-Musikern gehörten die Gospelstars The Staple Singers sowie die Newcomer The Emotions und The Soul Children. Bell plante insbesondere, Mitte 1969 siebenundzwanzig Alben und dreißig Singles nahezu gleichzeitig zu veröffentlichen; er produzierte einen Großteil des Materials selbst. Eines dieser Alben, Hot Buttered Soul des Stax-Songwriters und Produzenten Isaac Hayes, war überaus erfolgreich und etablierte Hayes als eigenständigen Künstler. Bell war direkt am Aufbau der Karriere der Staple Singers beteiligt, für die er einen neuen Sound schuf, der zu Hits wie Respect Yourself und I’ll Take You There führte; letzteren hatte er selbst geschrieben.
Bell wurde 1969 Miteigentümer von Stax, als Mitbegründerin Estelle Axton, die mit Bells Visionen für das Unternehmen unzufrieden war, ihre Anteile verkaufte und das Label verließ. Damit war er der erste Afroamerikaner, der Anteil an dem Label hatte, das auf afroamerikanische Musik spezialisiert war.
In den 1970er Jahren übergab Stewart das Stax-Management schrittweise an Bell, der ehrgeizige Pläne zur Erweiterung der Aktivitäten des Unternehmens entwickelte, ähnlich wie Berry Gordy Jr. es bei Motown Records getan hatte. Stax begann mit dem Vertrieb von Musik mehrerer kleinerer Memphis-Labels und produzierte und veröffentlichte die Soundtracks für Spielfilme wie Sweet Sweetback’s Baadasssss Song und Shaft (beide 1971). 1972 leitete Al Bell das Wattstax-Festival, ein eintägiges Konzert mit Stax-Künstlern, das in Los Angeles im Gedenken an die Unruhen in Watts stattfand. Der Dokumentarfilm Wattstax von 1973 wurde von der neuen Filmabteilung des Labels produziert.
Nachdem das Label vier Jahre lang seine eigenen Platten vertrieben hatte, unterzeichnete Bell 1972 einen neuen Vertriebsvertrag mit CBS Records. Die Geschäftsbeziehung war bestenfalls turbulent. Stax rutschte in den Konkurs und wurde Ende 1975 durch Gerichtsbeschluss geschlossen. Bell wurde während des Stax-Konkursverfahrens wegen Bankbetrugs angeklagt und später freigesprochen.
Nach dem Zusammenbruch von Stax hielt Bell sich ein Jahrzehnt weitgehend von der Musikindustrie fern. In den 1980er Jahren wurde er Präsident der Motown Records Group und arbeitete eng mit Berry Gordy Jr. beim Verkauf von Motown an die MCA/Boston Ventures Group zusammen. Nach Motown entdeckte er die Hip-Hop-Gruppe Tag Team und veröffentlichte über sein Label Bellmark Records deren Hitsingle Whoomp! (There It Is) (1993). Bell veröffentlichte auch die Single The Most Beautiful Girl in the World (1994) von Prince, nachdem dieser sich von seinem Label Warner Bros. Records abgewendet hatte.
Unter dem Titel Al Bell Presents moderiert Bell ein erfolgreiches Online-Radioprogramm. Seit 2009 entwickelt er die unabhängige Musikszene in Memphis.

## Auszeichnungen (Auswahl)
Al Bell erhielt zahlreiche Auszeichnungen, darunter:
- Aufnahme in die Rhythm & Blues Music Hall of Fame in Clarksdale, 2015[8]
- Aufnahme in die Arkansas Business Hall of Fame, 2015[7]
- Aufnahme in die Memphis Music Hall of Fame, 2014[1]
- Grammy Trustees Award, 2011[1][2][5][4][7]
- Chairman der Memphis Music Foundation, 2009[1]
- Arthur A. Fletcher Lifetime Achievement Award von der National Black Chamber of Commerce, 2008[7]
- Aufnahme in die Arkansas Black Hall of Fame, 2002[1]
- W. C. Handy Lifetime Achievement Award, 2002[7]
- Alex Haley „Roots Award“, Greater Washington, DC Business Center 1977[7]
- National Award of Achievement, U.S. Department of Commerce[7]
- Achievement Award, Boy Scouts of America 1975[7]
- 1000 Most Successful Blacks, Ebony Magazine 1973[7]
- 100 Most Influential Black Men, Ebony Magazine 1972[7]